# Chalice (Band)
Chalice war eine von 1996 bis 2007 aktive Atmospheric-Doom- und Gothic-Metal-Band.

## Geschichte
Chalice wurde in Adelaide von der Sängerin und Keyboarderin Shiralee Morgan gemeinsam mit dem Schlagzeuger Adrian Bickle gegründet. Morgan und Bickle führten damit die Ideen eines vorausgegangenen Projektes fort. Die Ausarbeitung des Konzeptes ging dabei auf Morgan und den neu hinzugezogenen Gitarrist Sean Graetz zurück. In einer ersten Bandkonstellation spielte Chalice das Demo Chronicles of Dysphoria ein. Nach dem Demo-Release bot das Melbourner Labels Modern Invasion Music der Band die Veröffentlichung an. Zur erneuten Aufnahme der Stücke brachten sich Mark Bodossian als Bassist, Justin Hartwig als Gitarrist und Russel Fwacus als Studio-Geiger ein. Die neu arrangierten und aufgenommenen Stücke wurden unter dem gleichen Titel als Album veröffentlicht. Das Album wurde positiv angenommen und als hochwertige Fortführung und Erweiterung des Werks von The 3rd and the Mortal durch Pedro Azevedo für Chronicles of Chaos und Aldo Quispel für Doom-Metal.com gelobt.
Mit Alana Probert stieß 1999 eine Flötistin zur Gruppe, wodurch sich der Klang der Band wandelte. Der Gebrauch der, zuvor durch einen Session-Musiker eingebrachten, Geige wurde nicht weiter verfolgt. In der nun um den Flötenklang ergänzten Konstellation spielte die Band das zweite Album An Illusion to the Temporary Real ein. Dies wurde über Modern Invasion Music im Jahr 2001 veröffentlicht und erneut positiv aufgenommen. Aldo Quispel rezensierte das Album erneut für Doom-Metal.com und attestierte der Gruppe, sich von dem Einfluss durch The 3rd and the Mortal zu emanzipieren, dabei jedoch, trotz hoher Qualität, weniger Emotionalität zu transportieren. Ebenfalls erneut besprach Pedro Azevedo An Illusion to the Temporary Real für Chronicles of Chaos. Auch er verwies auf den Mangel an tiefer Emotionalität während er es dennoch positiv wertete und als ein „entspanntes, melodisches und leicht doomiges Album“ beurteilte. In weiteren Besprechungen wurde die Eigenständigkeit der Band gelobt und die Gruppe „auf einem guten Weg“ gesehen. Zu den Aufnahmen des 2003 veröffentlichten dritten Studioalbums Augmented verließ Mark Bodossian die Band und wurde durch Simon Henderson ersetzt. Gegenüber den vorausgegangenen Veröffentlichungen fielen die Reaktionen gemischt aus. Während ein Teil der Rezensenten das Album als langweilig abtat, lobten andere es. Die vermeintliche Mittelalterlichkeit des Albums erschwerte eine Zuordnung und Empfehlung. So hieß es auch für das Webzine Underground Empire, dass „eine maßgeschneiderte Zielgruppe zu finden“, problematisch werden könne.
Im Jahr 2006 veröffentlichte Chalice die EP The Calm That Was the Storm, an der sich Adrian Bickle nicht mehr beteiligte. Eine internationale Resonanz blieb aus. Im Jahr 2007 löste sich die Band auf.

## Stil
Die Musik von Chalice wird als Atmospheric Doom und Gothic Metal beurteilt. Für die Datenbank des Webzines Doom-Metal.com wird die Musik von Chalice als „melodischer und bombastischer Gothic Doom“ mit ausgeprägten atmosphärischen und progressiven Elementen beurteilt. Das Debüt weise deutliche Ähnlichkeit mit den frühen Veröffentlichungen von The 3rd and the Mortal auf, die „aufgrund des warmen Frauengesangs und der Verwendung einer Geige auf dem ersten Album und einer Flöte auf dem zweiten (anstelle der Geige) erkennbar“ sei. Als weitere Vergleiche werden Haggard und Blackmore’s Night angeführt. Der hohe Gesang von Shiralee Morgan und das mittelalterlich wirkende Flöten- beziehungsweise Geigenspiel würde mit dem Gitarrenspiel des Doom Metal kontrastiert derweil ein „tougher Rhythmusbackground“ der Musik Dynamik verleiht.

## Diskografie
- 1997: Chalice (Demo, Selbstverlag)
- 1998: Chronicles of Dysphoria (Demo, Selbstverlag)
- 2000: Chronicles of Dysphoria (Album, Modern Invasion Music)
- 2001: An Illusion to the Temporary Real (Album, Modern Invasion Music)
- 2003: Augmented (Album, Modern Invasion Music)
- 2006: The Calm That Was the Storm (EP, Modern Invasion Music)